# بیمارستان شهید رهنمون
بیمارستان شهید دکتر رهنمون که با عنوان بیمارستان فرخی نیز شناخته می‌شود؛ بیمارستانی آموزشی-درمانی واقع در شهر یزد وابسته به دانشگاه علوم پزشکی یزد است. این بیمارستان در سال ۱۳۱۴ راه‌اندازی شد و یکی از قدیمی‌ترین بیمارستان‌های استان یزد به‌شمار می‌رود. بیمارستان شهید رهنمون یکی از بزرگترین مراکز تروما، جراحی مغز و اعصاب و ارولوژی جنوب و جنوب شرق کشور است.

## تاریخچه
این بیمارستان در ابتدا در سال ۱۳۱۴ به صورت یک بهداری تأسیس شد. عملیات ساخت بیمارستان در محل بهداری در سال ۱۳۲۱ آغاز شد و بیمارستان در سال ۱۳۲۶ به بهره‌برداری رسید. پس از پیروزی انقلاب اسلامی، نام بیمارستان به یاد محمد فرخی یزدی، شاعر و روزنامه‌نگار یزدی دورهٔ پهلوی، به صورت بیمارستان فرخی درآمد. در سال ۱۳۶۳ به یاد شهید دکتر رهنمون، پزشک یزدی که در یک بیمارستان صحرایی در جنگ ایران و عراق به شهادت رسیده‌بود، نام بیمارستان به عنوان فعلی تغییر کرد.
عملیات ساخت ساختمان جدید بیمارستان شهید رهنمون یزد در سال ۱۳۸۶ آغاز و طی ۷ سال و در تاریخ ۱۹ اسفند ۱۳۹۵ با حضور سید حسن قاضی‌زاده هاشمی وزیر بهداشت، درمان و آموزش پزشکی وقت، امام جمعه یزد و استاندار یزد افتتاح شد. بیمارستان جدید در زمینی با زیربنای ۳۰ هزار مترمربع، در ۹ طبقه قرار دارد.

## بخش‌های بیمارستان
بخش‌های بستری موجود در این بیمارستان عبارتند از جراحی عمومی، جراحی مغز و اعصاب، ارولوژی، ارتوپدی، قلب، ICU اعصاب، داخلی، CCU, ICU جراحی، فک وصورت، اورژانس تحت نظر و ICU.